# 洛伊·埃里克松
洛伊·埃里克松（瑞典語：Loui Eriksson，1985年7月17日—），瑞典男子冰球运动员。他曾代表瑞典参加2010年和2014年冬季奥林匹克运动会冰球比赛，其中2014年奥运会获得一枚银牌。